# Hättstrimnavling
Hättstrimnavling (Fayodia bisphaerigera) är en lavart som först beskrevs av Jakob Emanuel Lange, och fick sitt nu gällande namn av Rolf Singer 1936. Enligt Catalogue of Life ingår Hättstrimnavling i släktet Fayodia,  och familjen Tricholomataceae, men enligt Dyntaxa är tillhörigheten istället släktet Fayodia,  och familjen Porotheleaceae. Arten är reproducerande i Sverige. Inga underarter finns listade i Catalogue of Life.